# Paratropes otunensis
Paratropes otunensis är en kackerlacksart som beskrevs av Salazar 2004. Paratropes otunensis ingår i släktet Paratropes och familjen småkackerlackor.
Artens utbredningsområde är Colombia. Inga underarter finns listade i Catalogue of Life.